# Tang Yuqin
Tang Yuqin (* 12. Mai 1963 in der Provinz Jilin) ist eine ehemalige chinesische Skilangläuferin.

## Werdegang
Yuqin startete international erstmals bei den Olympischen Winterspielen 1984 in Sarajevo. Dort belegte sie den 49. Platz über 5 km und den 12. Rang mit der Staffel. Im folgenden Jahr lief sie bei den nordischen Skiweltmeisterschaften in Seefeld in Tirol über 5 km und 10 km jeweils auf den 56. Platz. Anfang März 1986 holte sie bei den Winter-Asienspielen in Sapporo die Bronzemedaille über 5 km klassisch und die Goldmedaille mit der Staffel. Ihre letzten internationalen Rennen absolvierte sie bei den Olympischen Winterspielen 1988 in Calgary. Dort errang sie den 47. Platz über 20 km Freistil.